# Бернади (станція)
Бернади (біл. Бярнады) — вантажна залізнична станція Берестейського відділення Білоруської залізниці. Розташована поблизу Берестя, в однойменному селищі Берестейського району Берестейської області Білорусі. Станція обслуговує нафтовий термінал.